# Lacey Mosley
Lacey Nicole Mosley (Belton, Texas; 14 de septiembre de 1981) es una cantante y compositora estadounidense, conocida por ser la vocalista y compositora principal de la banda de rock alternativo Flyleaf.

## Historia
Lacey Sturm nació en Belton, Texas y creció en la ciudad de Arlington bajo el nombre de Lacey Nicole Carder, pero más tarde adoptó el apellido de su madre, Lori Mosley. Proveniente de una familia pobre, donde antes de terminar de conocer un lugar,  tenían que mudarse a otro. Entre las mudanzas y peleas con su madre, a las que describió como “una zona de guerra en casa”, Lacey comenzó a experimentar con drogas como la heroína a la edad de diez años. Tiene otros hermanos llamados Eric, Jazilyn, Phillip, Stephana, y Roman.
Al principio de su adolescencia, Sturm era abiertamente atea, con un pronunciado talento para el canto. 
Recibió de regalo un bajo eléctrico a los 14 años y comenzó a tocar canciones de Green Day y Nirvana. A los dieciséis años, las peleas entre Lacey y su madre llegaron hasta el punto de hacerse tan intensas que la policía se vio obligada a intevenir en varias ocasiones. Después, se trasladó a Gulfport, Misisipi a vivir con sus abuelos. Si bien iba a la escuela en Gulfport High School, se unió a una banda que estaba buscando bajista llamada Sofa Kingdom que frecuentemente se presentaba en WoJo's Coffee Shop, en el centro de la ciudad. Comenzó a cantar, escribir canciones y tocar la guitarra, para luego dejar la banda debido a problemas de comunicación y a la cantidad de negatividad -a su propio juicio- procedente de la música.
El vivir en la pobreza con su hermano mayor de dieciséis años de edad hizo que comenzara a sentirse insatisfecha con la vida: «Es curioso, porque yo pertenecía a las clases sociales de ambos extremos. Yo era muy pobre, y luego me fui a vivir con mi abuela, que era realmente rica. Recuerdo que pensé: “¿Es esto? ¿Es esto todo lo que la vida tiene que ofrecer?” Y si lo es, no estoy satisfecha con ello. Y no creo que lo que el mundo tiene que ofrecer sea suficiente.»
Después de abandonar a su familia y dejar las drogas, experimentó lo que ella describió como una "depresión nerviosa": comenzó a cortarse el cabello y a tener pensamientos suicidas. Su abuela cayó en la angustia e instó a Lacey asistir a la iglesia. Finalmente se convirtió en cristiana.
Estuvo casada brevemente, se divorció, y se trasladó a Temple, Texas. En el 2000 se reunió con el baterista James Culpepper y pronto se asociaron con los guitarristas Jared Hartmann y Sameer Bhattacharya, cuya propia banda se había separado recientemente. El bajista Pat Seals, quien describe su primera vez tocando junto a Lacey como "algo increíble", entró en la banda tiempo después. Al cabo de un tiempo se creó Passerby, renombrada como Flyleaf en junio de 2004. 
A finales de mayo de 2008 Lacey fue hospitalizada por problemas de voz, y Flyleaf tuvo que cancelar los seis espectáculos restantes de su gira. Actualmente se ha recuperado de la voz, está casada desde el 6 de septiembre de 2008 con Joshua Sturm, uno de los componentes de la banda Kairos.
A finales del 2010 anunció que estaba embarazada de su primer hijo junto con su actual esposo. El 9 de abril de 2011 Lacey dio a luz al pequeño Joshua Lewis Sturm, Jr. El 7 de agosto de 2013 dio a luz a otro niño llamado Arrow David Sturm. En febrero de 2018 anunció estar esperando su tercer hijo.
A comienzos de 2012, Lacey colaboró en la banda sonora de la película Underworld: Awakening junto al guitarrista Geno Lenardo, la canción se llamó Heavy Prey y el vídeo fue estrenado el 18 de enero en la página web de Rolling Stone, siendo subido a YouTube posteriormente.

### En Solitario
En el 13 de octubre de 2014 Lacey anunció vía redes sociales; Instagram, Twitter, y Facebook, que tenía una nueva banda que se estaba formando.
"Estamos trabajando en proyecto en solitario y nosotros estamos llamando Lacey. El brillante baterista Tom Gascón, el increíble bajista Ben Hull, mi esposo Josh Sturm que es un guitarrista increíble y he escrito algunas de mis canciones favoritas del rock pesado. Y, vamos a rockearlos mañana por la noche! No puedo esperar!" La banda se estrenó en octubre el año 2015 en The Blind Tiger en Greensboro, Carolina del Norte.
Su álbum debut en solitario, Life Screams, fue lanzado en 2016 abriendo el N.º 74 de la Billboard 200, superando el N.º 7 de la lista de álbumes de Hard Rock, en los álbumes alternativos y N.º 8 en el top de álbumes de rock.

## Salida de Flyleaf
El 22 de octubre de 2012, Lacey anunció su retiro como vocalista de la banda terminando así un ciclo en la banda originaria de Texas y deteniendo una carrera muy prometedora y un gran éxito para dedicarse a su hijo, según ella misma.

## Discografía

### Lacey Sturm
- Life Screams (2016)

### Flyleaf
- Flyleaf (2005)
- Memento mori (2009)
- New Horizons (2012)

### Invitada
- "Youth of the Nation" – P.O.D. (Satellite) (Live MTV New Year's Eve 2007)[cita requerida]
- "Alive" – P.O.D. (Satellite)(Live MTV New Year's Eve 2007)
- "Lights Out" – P.O.D. (Testify)(Live MTV New Year's Eve 2007)
- "Born Again" and "Run to You" – Third Day (Revelation)
- "Vendetta Black" – Resident Hero (The White EP, Look)
- "Time Is Nothing" – Resident Hero (Look)
- "The Nearness" – David Crowder Band (Church Music)[cita requerida]
- "Broken Pieces" – Apocalyptica (7th Symphony)
- "Courage" - Orianthi ( Believe II)
- "Take The Bullets Away" - We As Human
- "Breaking Free" – Skillet - (Unleashed (álbum de Skillet))
- "Dear Agony" - Breaking Benjamin (Aurora)
- "Let Me Love You" - Love and Death (Perfectly Preserved)

## Curiosidades
Lacey tiene varios tatuajes:
- En su antebrazo izquierdo, Beulah, del verso de la Biblia ~Isaias 62:4.
- Detrás de su hombro izquierdo, el símbolo de la Santa Trinidad y una Paloma.
- En la pierna izquierda, un cisne.
- En el brazo derecho "Daughter"